# Shaped Sonic Boom Demonstration
Die NASA  Shaped Sonic Boom Demonstration, auch bekannt als Shaped Sonic Boom Experiment oder SSBD, war ein zweijähriges Programm, das eine Northrop F-5 E mit einem modifizierten Rumpf verwendete, um zu demonstrieren, dass die Schockwelle eines Flugzeugs und der begleitende Überschallknall geformt und dadurch reduziert werden können. Es war ein gemeinsames Projekt des Langley Research Centers der NASA, des Dryden Flight Research Centers auf der Edwards Air Force Base, Kalifornien und der Firma Northrop Grumman.
Das Programm war zum Zeitpunkt seiner Durchführung 2003 die umfangreichste Studie über den Überschallknall. Nach der Messung der 1300 Aufnahmen, von denen einige von einem Begleitflugzeug in der Schockwelle aufgenommen wurden, zeigte die SSBD eine Reduzierung des Überschallknalles um etwa ein Drittel. Bei mehreren Flüge wurden dazu F-15B des Dryden Flight Research Centers eingesetzt, um die Stoßwellenausbreitung in verschiedenen Abständen und Orientierungen in Bezug auf die modifizierte F-5E zu messen.
Eine unmodifizierte F-5E flog in kurzem Abstand hinter dem Demonstrationsflugzeug, um eine Referenzmessung zu ermöglichen.
Ein Segelflugzeug des Typs Let L-13 Blanik der U.S. Air Force Test Pilot School mit einem Mikrofon an der linken Flügelspitze und einem Drucksensor an der Seite des Rumpfes flog in einer niedrigeren Höhe von 3.000 m unter dem Flugweg der F-5E auf ca. 9.800 m (32.000 ft), um die Schallwellen aufzuzeichnen. Darüber hinaus wurden auf dem Boden von 42 Sensoren und Aufnahmegeräten in einem Messfeld von 2,5 Meilen Länge unter der Flugbahn der F-5E Daten des Überschallknalls gesammelt. Die vom Dryden Flight Research Centers entwickelten Amplituden- und Richtungssensoren zeichneten Signaturdaten des auf dem Boden auftreffenden Überschallknalles auf.
Die Demonstration war ursprünglich Teil des Quiet Supersonic Platform-Programmes, das von der DARPA finanziert wurde. Anschließend wurde das Projekt von der Abteilung Vehicle Systems des NASA Office of Aeronautics finanziert. Der Integrated Systems Sector der Northrop-Grumman Corporation in El Segundo, Kalifornien, baute das F-5E-Flugzeug zum SSBD um. Das Flugzeug ist im Valiant Air Command Warbird Museum in Titusville in Florida ausgestellt.